# アンドレ・カプレ

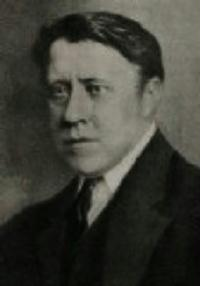
アンドレ・カプレ

アンドレ・カプレ（もしくはキャプレ、André Caplet, 1878年11月23日 ル・アーヴル - 1925年4月22日 ヌイイ＝シュル＝セーヌ）は、フランスの作曲家・指揮者。ドビュッシーの友人で、ドビュッシーの『聖セバスティアンの殉教』と『おもちゃ箱』において作曲者のオーケストレーションを大幅に補筆したことで知られている。また、『月の光』『子供の領分』など、ドビュッシーのピアノ曲をオーケストラ用に編曲した。
カプレ自身も作曲家で、その作品は非常に個性的にもかかわらず、ほとんどが見過ごされてきた。1910年から1914年までボストン・オペラ・ハウスの指揮者を務めた。第一次世界大戦従軍中に毒ガスを吸って神経を冒され、このために胸膜炎を併発して早世した。
ドビュッシーがグレゴリオ聖歌を研究したように、カプレも中世ポリフォニー音楽を研究し、その痕跡は成熟期の作品においていちじるしく認められる。

## 主要作品
- カンタータ『ミュラ』（Myrrha）（1901年、ローマ大賞受賞）
- 女声と弦楽四重奏のための「七重奏曲」（1909年）
- 女声合唱のための『野の墓碑銘』（Inscriptions champêtres）（1914年）
- ポーの「赤死病の仮面」によるハープと弦楽四重奏のための『幻想的な物語』（Conte Fantatastique）（1919年）
- オルガンと声楽のための『慈しみ深きイエズスよ』（Pie Jésu）（1919年）
- サン＝テュスタシュ＝ラ＝フォレの小ミサ（三声のミサ曲）（Messe des petite de St. Eustache-la-Forêt (Messe à 3 voix)）（1922年）
- オラトリオ『イエスの鏡（ロザリオの神秘）』（Le miroir de Jésus - Mystères du Rosaire）（1923年）
- チェロと管弦楽のためのエチオピア狂詩曲『エピファニー』（Epiphanie）（1923年）
- ハープのための『2つの嬉遊曲』（Deux divertissements）（1924年）